# PEC Zwolle
El PEC Zwolle (Prins Hendrik Ende Desespereert Nimmer Combinatie Zwolle) és un club de futbol neerlandès de la ciutat de Zwolle (Overijssel).

## Història

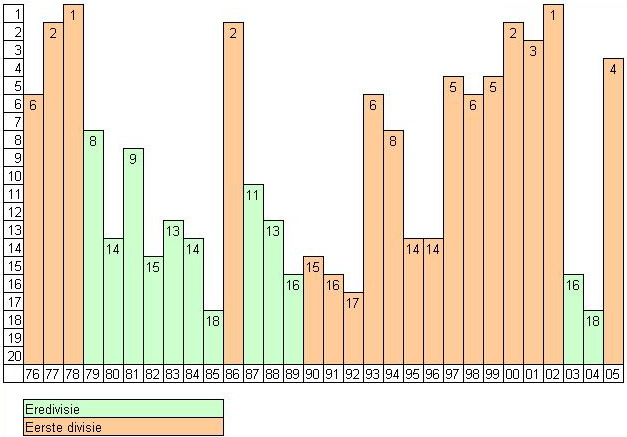
Gràfica PEC Zwolle 1976-2005.

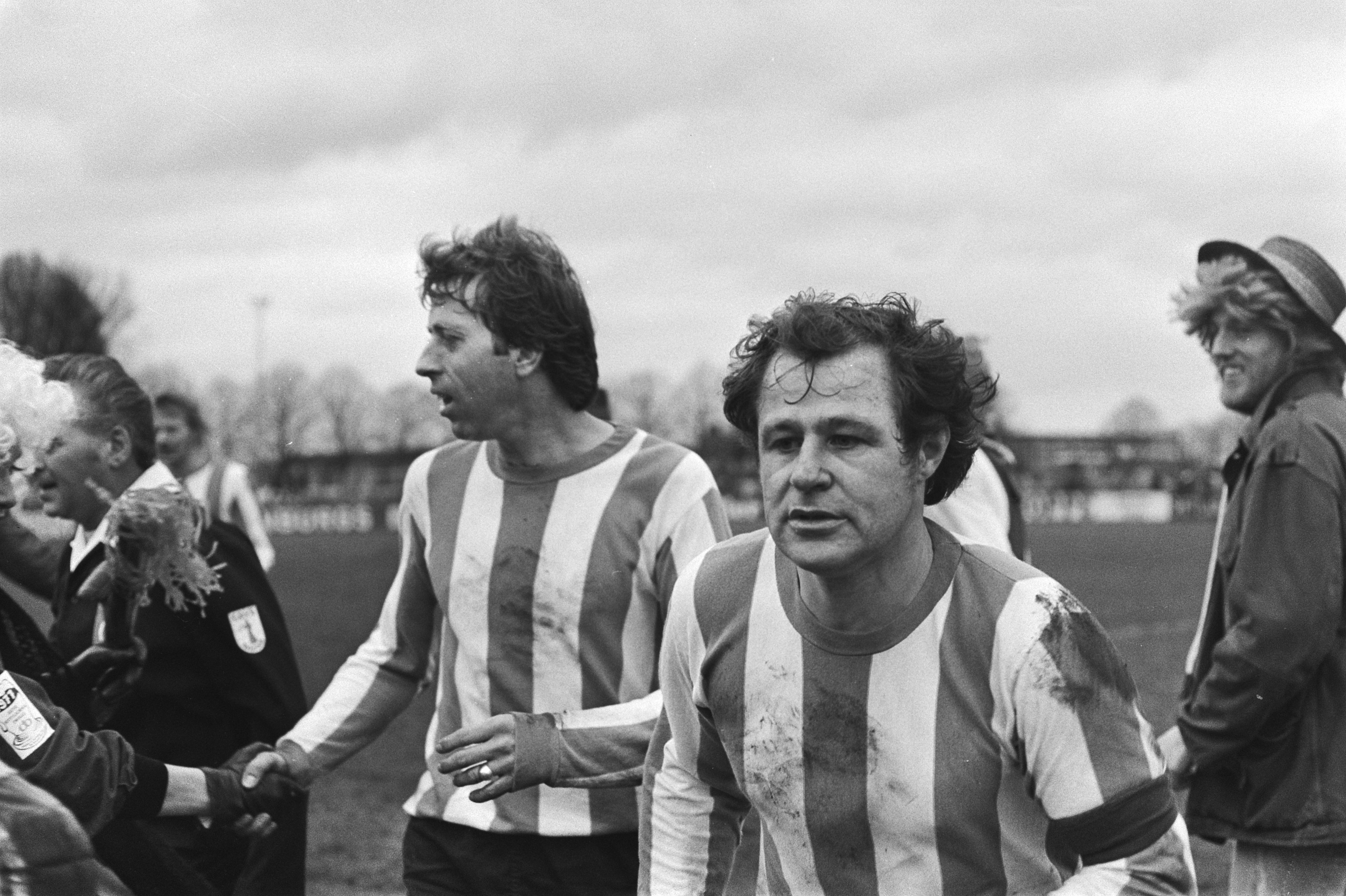
Rinus Israël, capità del PEC Zwolle, el 1977.

El club va ser fundat el 12 de juny de 1910 amb el nom de PEC (PH EDN Combinatie). Fou el resultat de la fusió de dos clubs, el Prins Hendrik (fundat l'1 d'abril de 1906, el seu nom significa Príncep Enric) i el Ende Desespereert Nimmer (nascut el 1904). Fou un dels tres clubs de la ciutat de Zwolle. Els altres dos eren el Zwolsche Atletische Club (ZAC) (fundat el 1893) i el Zwolsche Boys (del 1918). El ZAC era el club de l'alta societat, el Zwolsche Boys s'associava a la classe treballadora, mentre que el PEC era el club de la classe mitjana.
PEC, que havia esdevingut professional el 1955, i Zwolsche Boys, clubs que mantenien una forta rivalitat, s'uniren el 1969, adoptant el nom del primer. L'any 1971 adoptà el nom PEC Zwolle. El 1977 va perdre la final de la copa neerlandesa i un any més tard ascendí per primer cop a la Eredivisie. El club però sofrí una greu crisi econòmica el 1982. Per solucionar la crisi econòmica canvià el seu nom i esdevingué PEC Zwolle '82. El club revisqué però el 1985 perdé la categoria. Després d'un nou ascens i descens el club tornà a sofrir una greu crisi econòmica i entrà en fallida el març de 1990. Aquest any, el club es refundà amb el nom de FC Zwolle, adoptant una nova estructura i nous colors (samarreta blava i blanca amb pantalons blancs en lloc de la samarreta verda i blanca i pantalons negres). El 14 d'abril de 2012, després de guanyar el campionat de l'Eerste Divisie i ascendir a l'Eredivisie canvià el nom novament a PEC Zwolle.

## Palmarès
- Eerste Divisie:
  - 1978, 2002, 2012
- Copa KNVB:[3]
  - 2014
  - finalista de la Copa KNVB: 1928, 1977, 2015
- Supercopa neerlandesa:
  - 2014

## Jugadors històrics destacats
| - Joop van der Lee - Foeke Booy - Jerry Cooke - Ben Hendriks - Koko Hoekstra - Rinus Israël | - Ron Jans - Bert Konterman - Cees van Kooten - Johnny Rep - Wim Rijsbergen - Marco Roelofsen | - Richard Roelofsen - Piet Schrijvers - Jaap Stam - Henk Timmer - Henri van der Vegt - Bert Zuurman |

## Entrenadors destacats

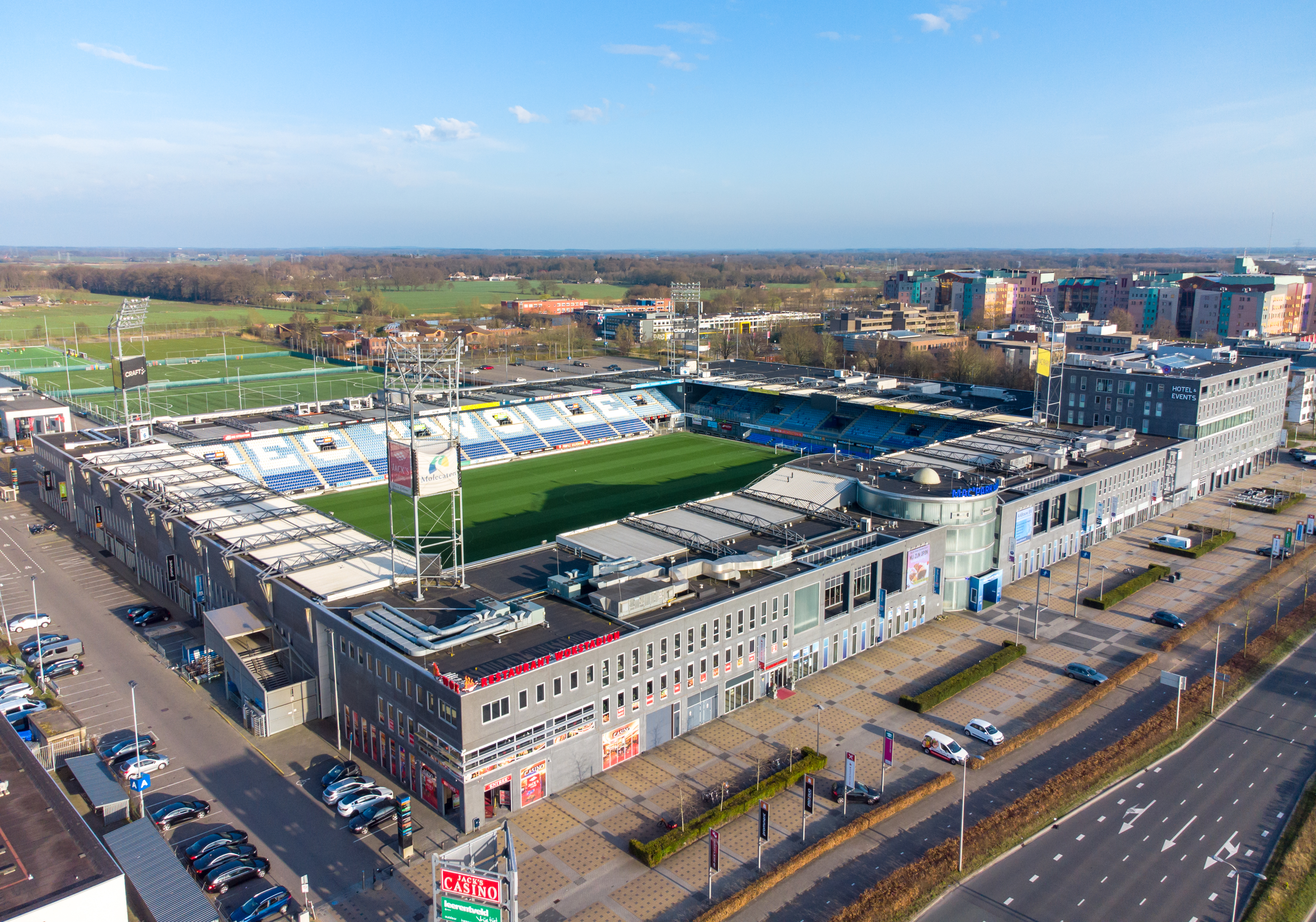
PEC Zwolle stadion, el nou estadi del PEC Zwolle

- George Kessler
- Co Adriaanse
- Piet Schrijvers
- Cor Brom
- Fritz Korbach